# Evolució paral·lela
L'evolució paral·lela és el desenvolupament d'un tret similar en espècies emparentades, però diferents, que descendeixen del mateix ancestre, però de diferents clades.